# Bistum San Jose de Antique
Das Bistum San Jose de Antique (lat.: Dioecesis Sancti Iosephi de Antiquonia) ist eine auf der Insel Panay  auf den Philippinen gelegene römisch-katholische Diözese mit Sitz in San Jose de Antique. Es umfasst die Provinz Antique.

## Geschichte
Papst Johannes XXIII. errichtete die Territorialprälatur San Jose de Antique mit der Apostolischen Konstitution Novae cuiusque am 24. März 1962 aus Gebietsabtretungen des Erzbistums Jaro.
Am 15. November 1982 wurde es mit der Apostolischen Konstitution Cum Decessores zum Bistum erhoben und dem Erzbistum Jaro als Suffragandiözese unterstellt.

## Ordinarien

### Prälat von San Jose de Antique
- Cornelius de Wit MHM (12. April 1962 – 9. August 1982)

### Bischöfe von San Jose de Antique
- Raul José Quimpo Martirez (5. Januar 1983 – 16. März 2002)
- Romulo Tolentino de la Cruz (16. März 2002 – 14. Mai 2008, dann Bischof von Kidapawan)
- Jose Romeo Orquejo Lazo (21. Juli 2009 – 14. Februar 2018), dann Erzbischof von Jaro
- Marvyn Maceda (seit 7. Januar 2019)